# France aux Jeux mondiaux de 1997
La France participe aux Jeux mondiaux de 1997, la cinquième édition des Jeux mondiaux, organisée à Lahti, en Finlande. Elle a récolté au total 24 médailles.

## Médailles

### Or
| Sport              | Discipline     | Sportifs                       |
| Médailles d'or : 5 |                |                                |
| Ju-jitsu           | Duo mixte      | Antonio Da Costa Minh Minh Ngo |
| Ju-jitsu           | +68 kg Femmes  | Laurence Sionneau              |
| Ju-jitsu           | -82 kg Hommes  | Bertrand Amoussou              |
| Ju-jitsu           | -92 kg Hommes  | Jean Guacide                   |
| Ski nautique       | Figures Hommes | Nicolas Le Forestier           |

### Argent
| Sport                   | Discipline                                 | Sportifs                                              |
| Médailles d'argent : 12 |                                            |                                                       |
| Boules                  | Pétanque - Tir de précision -Double Femmes | Angélique Colombet Christine Saunier                  |
| Bowling                 | 10-pin Femmes                              | Isabelle Saldjian                                     |
| Gymnastique             | Trampoline - Individuel Hommes             | Emmanuel Durand                                       |
| Gymnastique             | Tumbling - Individuel Femmes               | Chrystel Robert                                       |
| Ju-jitsu                | Duo Hommes                                 | Eric Candori Stéphane Freschi                         |
| Ju-jitsu                | -58 kg Femmes                              | Sandrine Bouland                                      |
| Ju-jitsu                | -68 kg Femmes                              | Anne Corvaisier                                       |
| Ju-jitsu                | -72 kg Hommes                              | Marc Marie-Louise                                     |
| Ju-jitsu                | +92 kg Hommes                              | Christophe Barthez                                    |
| Parachutisme            | Formation Hommes                           | Thierry Boitieux Marin Ferré Martial Ferré Davide Moy |
| Roller                  | Élimination 20 000 mètres Hommes           | Arnaud Gicquel                                        |
| Roller                  | Point à point 10 000 mètres Hommes         | Arnaud Gicquel                                        |

### Bronze
| Sport                   | Discipline                                | Sportifs                                                  |
| Médailles de bronze : 7 |                                           |                                                           |
| Boules                  | Pétanque - Triple Hommes                  | Michel Briand Michel Loy Zvonko Radnic                    |
| Gymnastique             | Gymnastique acrobatique - Trio Hommes     | Grégory Alcan Olivier Salvan Xavier Julien                |
| Parachutisme            | Libre Hommes                              | Nicolas Arnaud                                            |
| Roller                  | Roller artistique - Individuel Femmes     | Laure Bourguignon                                         |
| Roller                  | Patinage de vitesse - 500 m sprint Hommes | Arnaud Gicquel                                            |
| Sauvetage sportif       | 4 x 50m relais bouée tube Hommes          | Lionel Bion Cyril Cavagna Yannick Delbos Philippe Plomion |
| Sauvetage sportif       | 4 x 50m relais Hommes                     | Ghislain Betz Lionel Bion Cyril Cavagna Philippe Plomion  |